# La Chapelle-Bâton, Deux-Sèvres
La Chapelle-Bâton là một xã trong tỉnh Deux-Sèvres trong vùng Nouvelle-Aquitaine ở phía tây nước Pháp. Xã này nằm ở khu vực có độ cao trung bình 109 mét trên mực nước biển.